# Anröchte
Anröchte is een plaats en gemeente in de Duitse deelstaat Noordrijn-Westfalen, gelegen in de Kreis Soest. De gemeente Anröchte telt 10.225 inwoners (31 december 2020) op een oppervlakte van 73,79 km².

## Indeling van de gemeente

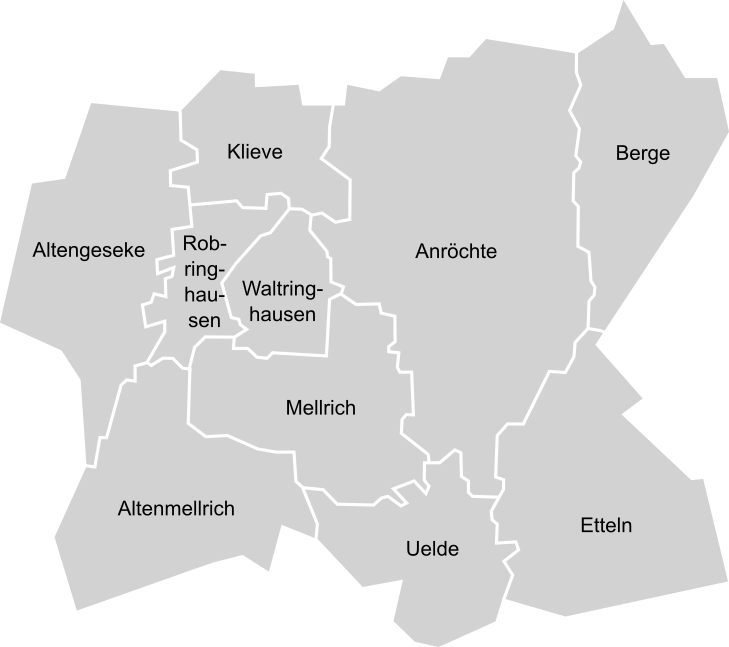
Situering van de Ortsteile van Anröchte
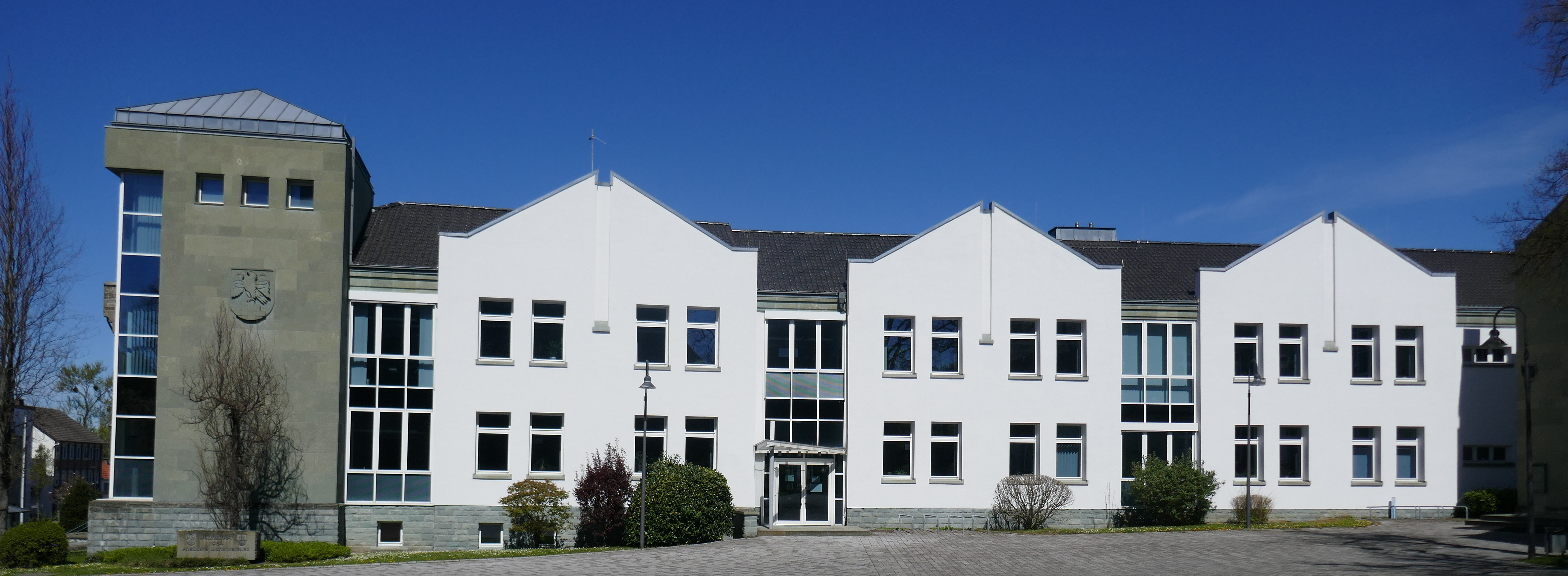
Gemeentehuis
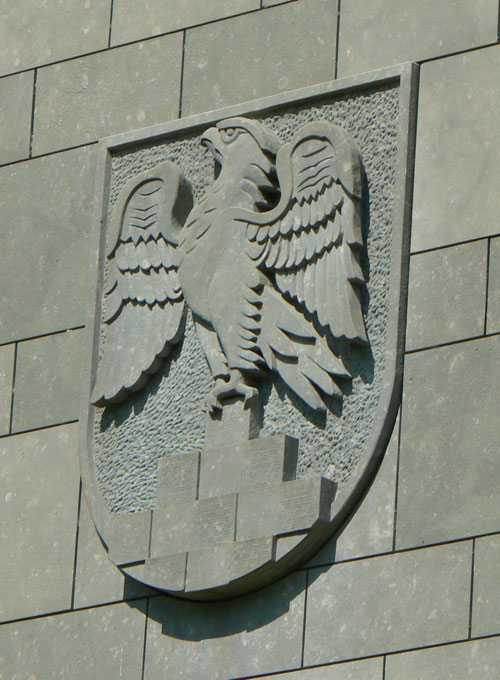
Wapen van Anröchte, gebeiteld uit groenige Anröchter zandsteen, op de gevel van het gemeentehuis

De gemeente Anröchte omvat naast Anröchte de volgende negen kernen: Altengeseke, Altenmellrich, Berge, Effeln, Klieve, Mellrich, Robringhausen, Uelde en Waltringhausen. Deze zijn bij een gemeentelijke herindeling per 1 januari 1975 aan de gemeente Anröchte toegevoegd.

## Bevolkingscijfers
Peildatum: 31 december 2023; bron: website van de gemeente Anröchte.
- Anröchte: 6.917 inwoners
- Altengeseke: 815
- Altenmellrich: 328
- Berge: 669
- Effeln: 689
- Klieve 365
- Mellrich: 764
- Robringhausen: 165
- Uelde: 283
- Waltringhausen: 83
- Totaal: 11.078[3]

Eind 2023 waren de meesten van de inwoners van de gemeente rooms-katholiek (5.978 mensen).
Het aantal evangelisch-luthersen bedroeg op die datum 1.725, terwijl 3.378 inwoners van Anröchte tot een andere, dan wel geen enkele geloofsgemeenschap behoorden.

## Naburige gemeentes
- In het westen: Bad Sassendorf
- In het noorden: Erwitte
- In het oosten: Rüthen
- In het zuiden: Warstein.

## Verkeer
De autosnelweg A44 heeft dicht bij Anröchte afrit 58, en kruist daar de Bundesstraße 55.
Een in 1883 geopende goederenspoorlijn verbindt Warstein via Anröchte, dat een station aan deze lijn heeft, met Lippstadt. De spoorlijn loopt van daar door naar Beckum (Duitsland) en Münster. Plannen, om deze lijn ook voor personenvervoer te (her-)openen, stuiten vooralsnog op economische en milieubezwaren.
De streekbussen van Lippstadt naar Warstein vice versa doen Anröchte aan.

## Economie
Sinds de middeleeuwen is er in Anröchte, dat op een 2 m dikke zandsteenlaag ligt,  een steengroeve, die de groenige zandsteen voor veel kerken en andere oude gebouwen in Soest en wijde omgeving leverde. Nog steeds is dit de belangrijkste werkgever in de plaats. Niet alleen aannemers kopen deze steen voor bouw- en restauratieprojecten, ook beeldhouwers maken er graag gebruik van. De gesteentelaag is 89 à 93 miljoen jaar oud en dateert uit het Turonien, een tijdvak binnen de geologische periode Krijt. Een museum  dat dit gesteente als onderwerp heeft  is het Grünsandsteinmuseum te Soest.
Een middelgrote onderneming met hoofdkantoor in Anröchte, Brand KG, met te Anröchte 400 werknemers, produceert en verhandelt wereldwijd metalen veren.
De heuveltoppen van de Haarstrang zijn erg winderig en lenen zich goed voor opwekking van windenergie d.m.v. windturbines.

## Geschiedenis
Anröchte ontstond in de 12e eeuw rondom een belangrijke herenboerderij. Verder zijn geen historisch belangrijke gebeurtenissen in en om de plaats overgeleverd, die van meer dan lokale betekenis waren.

## Bezienswaardigheden
- In het dorp Mellrich staat de bezienswaardige gotische, uit 1313 daterende rooms-katholieke  Alexanderkirche.
- Ook de nog ongeveer een eeuw oudere Pankratiuskirche in Anröchte zelf is historisch interessant. De markante toren van deze kerk is 63 meter hoog.
- De rooms-katholieke Maria-Magdalenakerk te Effeln is in twee fasen (1816 en 1894) herbouwd op de plaats van een vroegere kerk. In het interieur vallen bont gekleurde muurschilderingen op. Het onderstuk van de toren is 13e-eeuws.
- Bij het dorp Mellrich staat een van oorsprong 13e- of 14e-eeuws, in de 17e en 18e eeuw grondig gerenoveerd kasteel, Schloss Eggeringhausen, met zgn. Engelse landschapstuin en groot paardenverblijf. Het wordt door een adellijke familie bewoond en is normaliter niet te bezichtigen. Wel wordt er af en toe in en om Schloss Eggeringhausen een publiek toegankelijk evenement gehouden.
- In een voormalig schoolgebouw te Anröchte is het Stein-Museum ingericht (alleen op afspraak, en één zondagmiddag in de maand geopend). Het is een streekmuseum met extra aandacht voor de geschiedenis van de steengroeven in het dorp en zijn omgeving; tot de (bescheiden) collectie behoren twee dinosaurus-eieren.

## Galerij

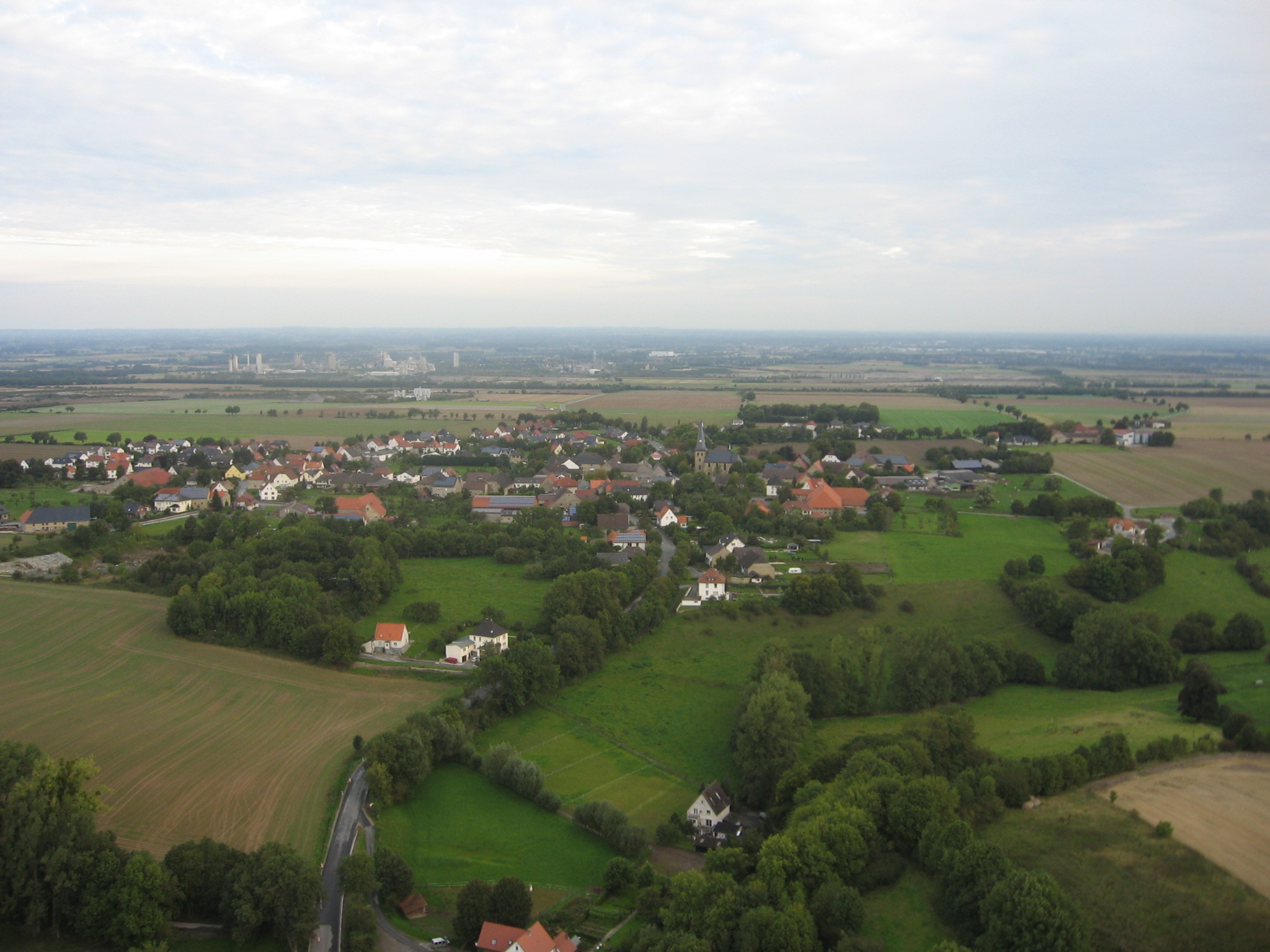
Panorama
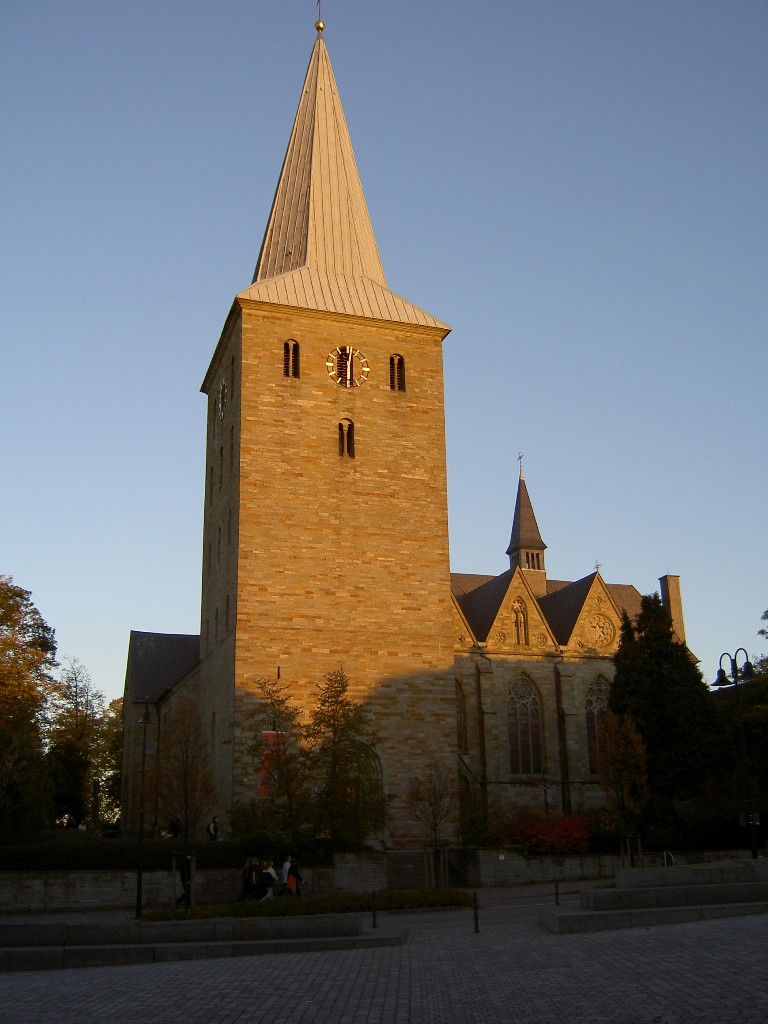
De Pankratiuskirche met zijn 63 m hoge toren
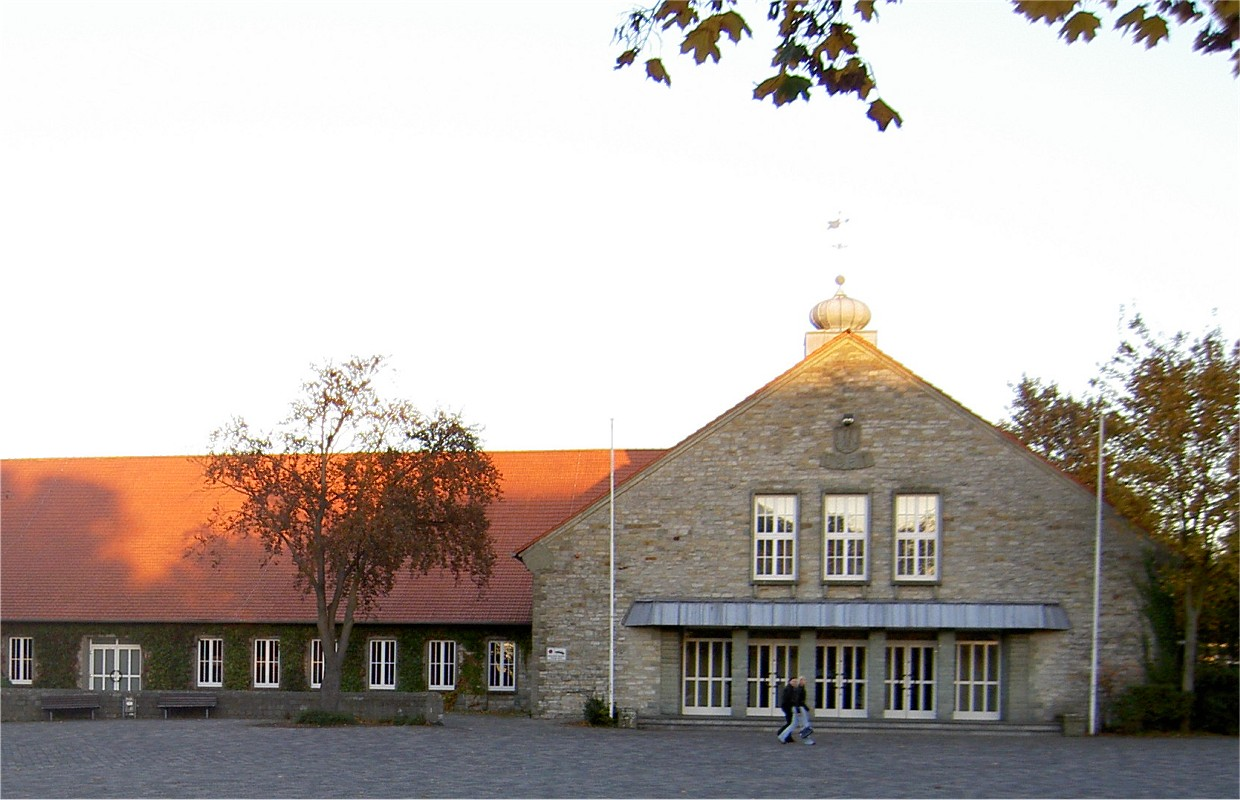
Bürgerhaus
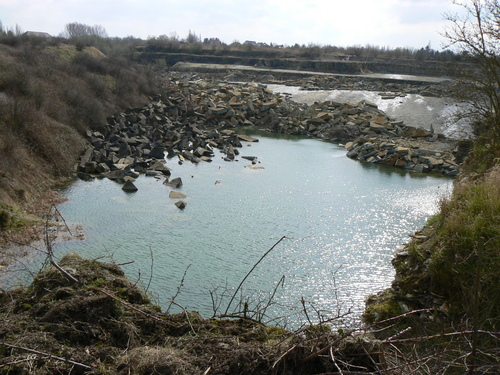
Waar de steengroeve uitgeput is, ontstaat een dergelijk meertje
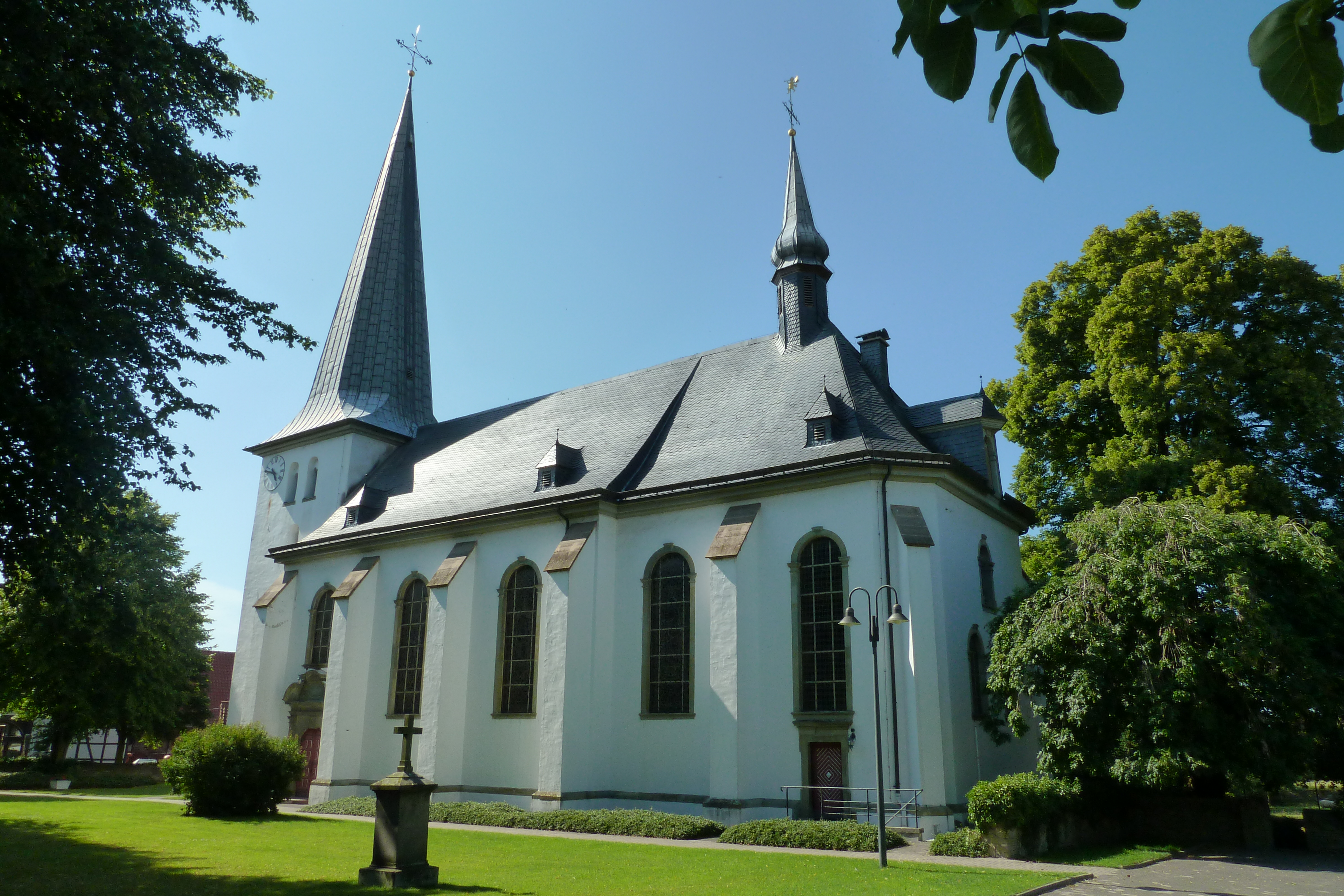
St. Nicolaaskerk, Altengeseke
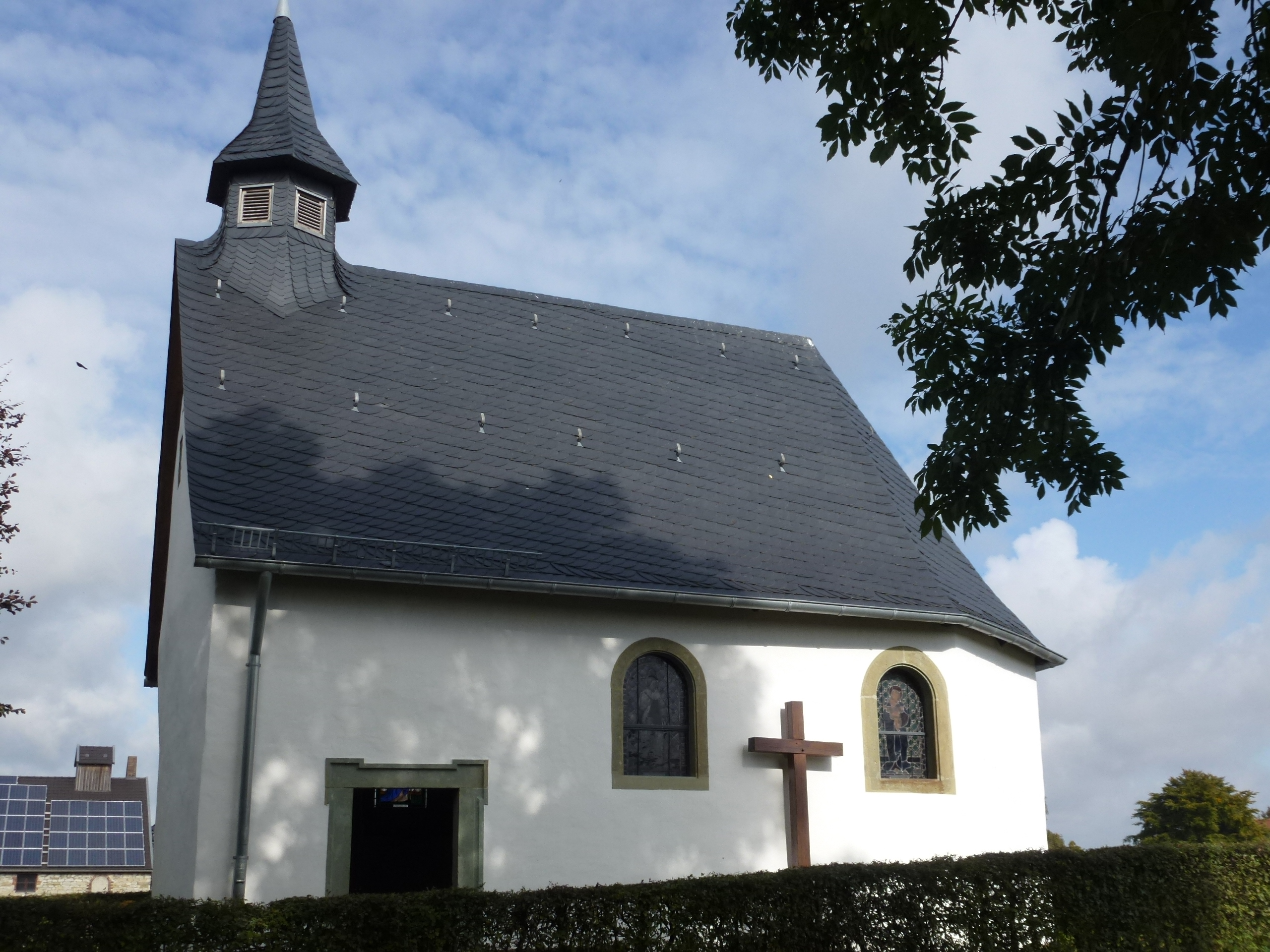
Waltringhausen, Sint-Annakapel
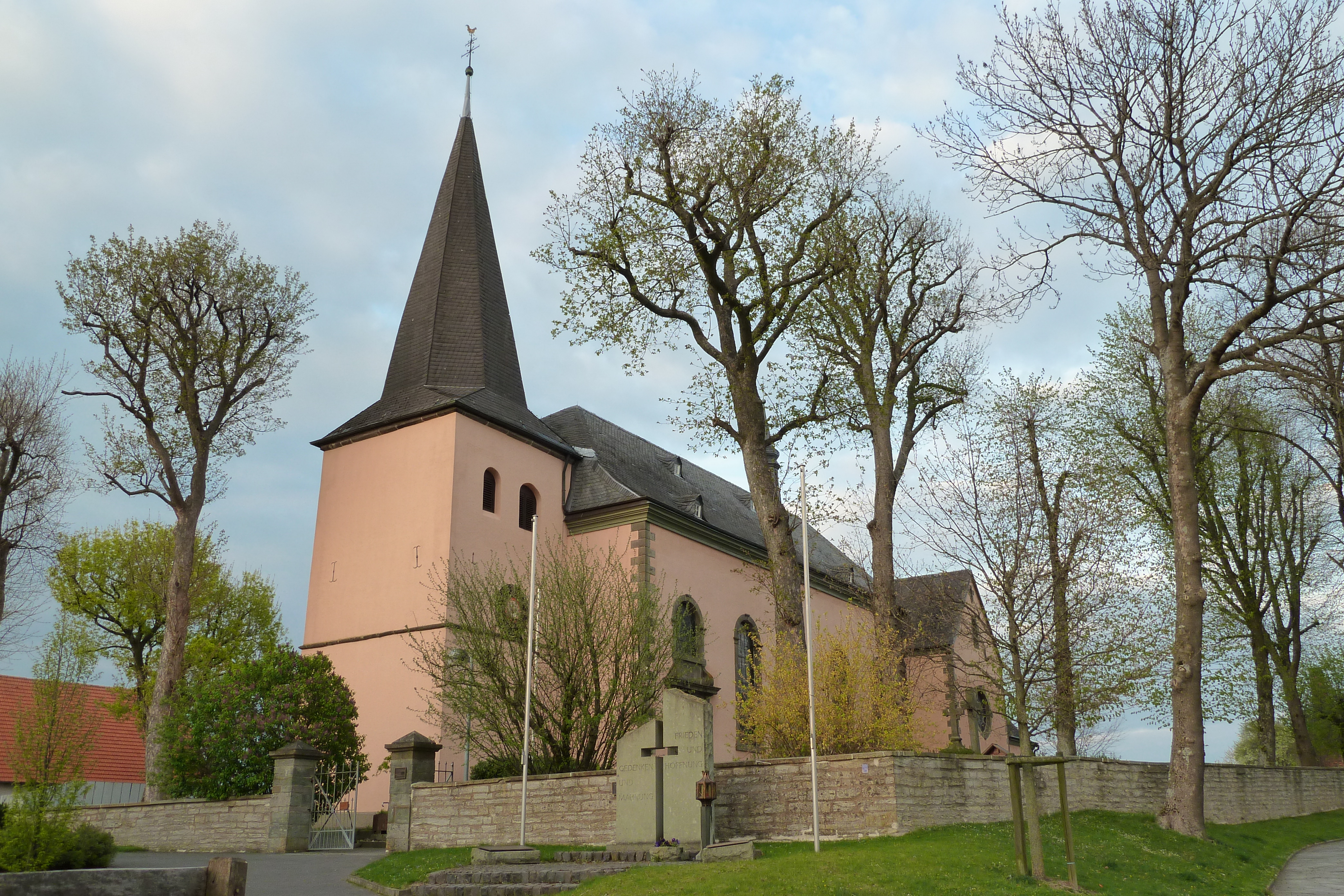
Effeln, Maria-Magdalenakerk
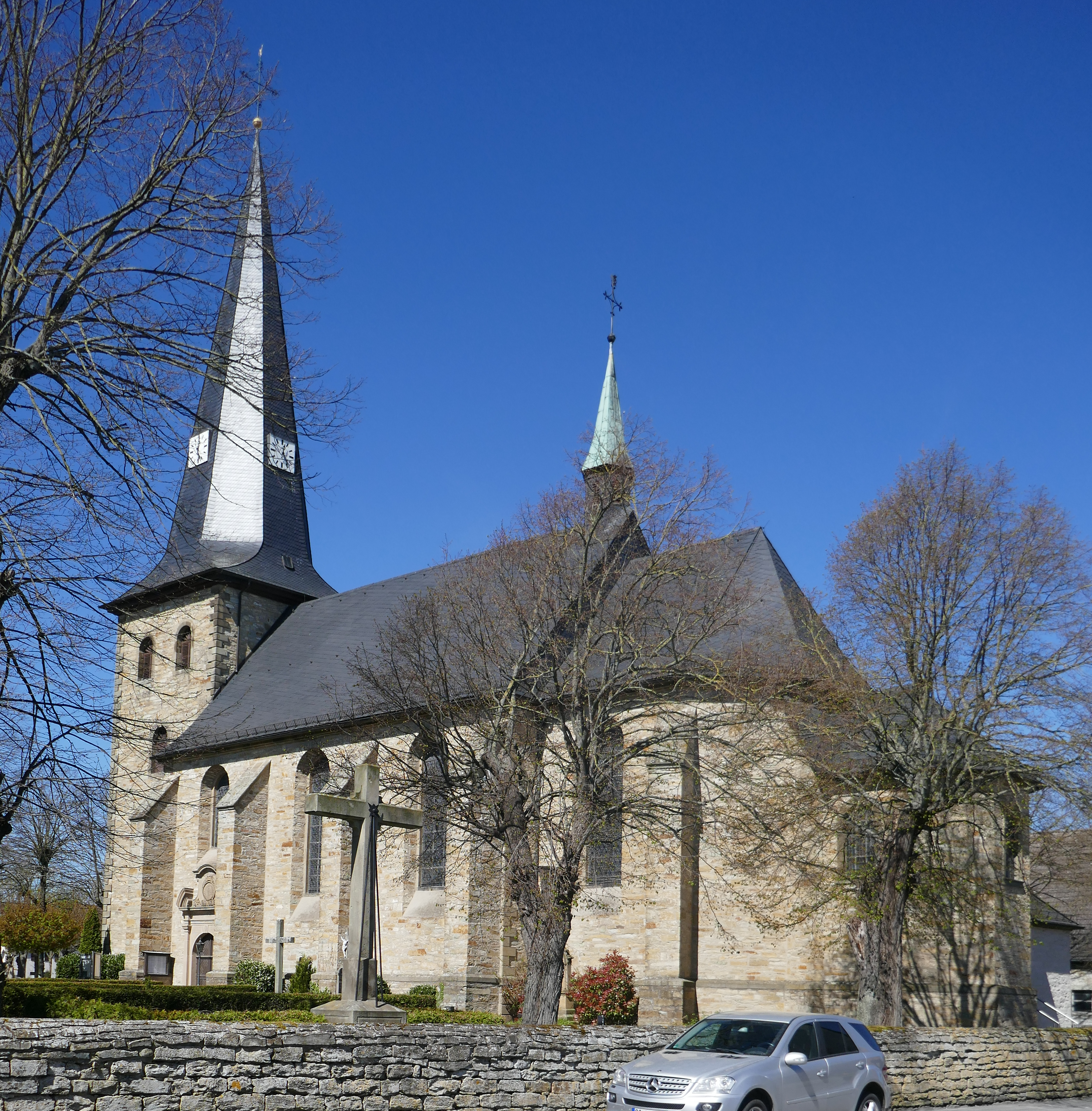
Berge, St. Michaëlskerk
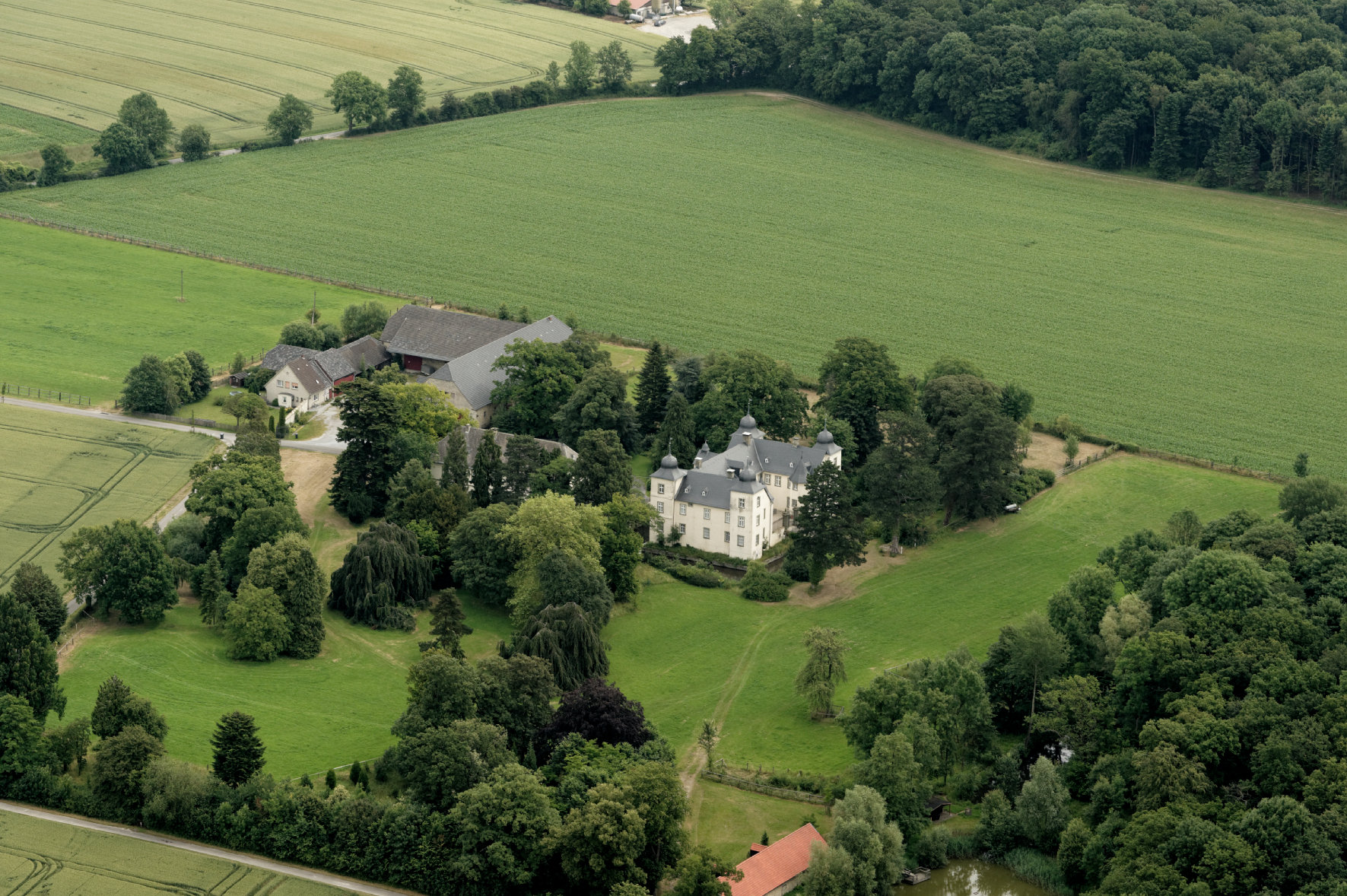
Luchtfoto Kasteel Eggeringhausen

## Belangrijke personen in relatie tot de gemeente
- Godhard Kettler (Duits: Gotthard; Lets: Gothards) (mogelijk op het kasteel Eggeringhausen bij Anröchte, 1517 – Mitau, 17 mei 1587) was de laatste landmeester van de Lijflandse Orde, die zelf weer deel uitmaakte van de  Duitse Orde, in Lijfland en de eerste hertog van Koerland en Semgallen.
- Erwin Grosche (geb. 24 of 25 november 1955 in Anröchte), populair toneelschrijver en cabaretier (liedjes voor zowel volwassenen als kinderen), ook schrijver van boeken en gedichtenbundels voor kinderen

## Partnergemeente
Sedert 1954 bestaat een jumelage met Radków in Polen.
Anröchte · Bad Sassendorf · Ense · Erwitte · Geseke · Lippetal · Lippstadt · Möhnesee · Rüthen · Soest · Warstein · Welver · Werl · Wickede